# 資産
資産（しさん、英: assets）とは、会計学用語であり、財務会計および簿記における勘定科目の区分の一つ。会社に帰属し、貨幣を尺度とする評価が可能で、かつ将来的に会社に収益をもたらすことが期待される経済的価値のことをいう。資産の額の総合計を総資産（そうしさん、total assets）と呼ぶこともある。
広義では、経済主体（家計、企業、政府）に帰属する金銭・土地・建物・証券などの経済的価値の総称のことをいい、一般的用法ではこの意味で用いられる。
狭義の意味として投資家のロバート・キヨサキは、家賃収入のある土地（不動産）や印税などインカムゲインを生み出すものとしている（広義で資産とされる自動車や住宅であっても、売却益が取得費用と維持費を下回るものは「負債」としている。）。

## 概要
会社は収益をあげるために、出資者や債権者から調達した資本を運転資金や設備などとして用いる。これらの、会社に帰属し将来的に会社に収益をもたらすことが期待される経済的価値を資産としてとらえる。資産には換金価値を有するものだけではなく、繰延資産のようにそれ自体では換金できない項目も含まれる。将来の収益のために前もって支出されたコストは繰延資産という見えない資産とみなされ、将来の費用として繰延べられる。
資産価値の評価の考え方には取得原価主義と時価主義とがあるが、現在の日本の財務会計では原則として取得原価主義が適用される。例えば、建物を購入し、その後建物の時価が値上がりしたとしても、資産価値の評価替えは行わない。ただし、環境変化などにより将来的に会社に収益をもたらすことが期待できなくなった資産については、減損を行って評価額を減少させなければならない。
財務会計上の資産は、貨幣を尺度とする評価が可能であることも要件の一つである。人材資源や信用、ブランド価値といった要素は、企業経営において重要な要素であると考えられているが、合併時を除けば財務会計上の資産として認識されない。
製造業においては、企業は外部からさまざまな原価財を購入し、製品を製造するためにそれらを消費し、直接材料費、直接労務費、直接経費、製造間接費が発生する。さらにそれらは仕掛品、製品に変化していく。製品が完成した時点でそれらの原価は製造原価として把握されるが、ここまでは資産なのである。つまり、資産は利益を得ることを目的に行われた努力のうち、まだ利益を生み出していない、「生ける原価」（資本的支出）と見なすことができる。そして、製品が販売された時点で、製造原価は売上原価となり「費用」として認識される。つまり、利益獲得という役目を果たし、「死せる原価」（収益的支出）になるのである。

## 資産の種類
資産は、貸借対照表の借方の「資産の部」に計上され、流動資産、固定資産、繰延資産の3種類に区分される。
流動資産は、通常1年以内に現金化・費用化ができる資産である。現金預金（現金、普通預金、当座預金）、受取手形、売掛金、棚卸資産、前払費用などの会社の通常の営業取引の過程で生じた資産には、正常営業循環基準が適用され、原則として流動資産に分類される。有価証券や貸付金などについては一年基準が適用され、決算日後1年以内に現金化できるものが流動資産に分類される。流動資産のうち、高い確度で短期間での現金化が見込める資産を当座資産として分類する場合もある。金銭債権の貸倒見積もり額である貸倒引当金は、マイナスの資産として計上し、資産の総額から控除される。
固定資産は、通常の営業取引の過程で生じたものではなく、かつ1年以上継続的に保有される資産である。固定資産はさらに、有形固定資産、無形固定資産、投資その他の資産に分類される。
有形固定資産とは形を有する資産であり、土地、建物、機械、備品などが含まれる。土地以外の有形固定資産は時間とともに経済的価値が減少していくため、減価償却の処理を行う。各会計期ごとの減価償却額はマイナスの資産として計上され、資産の総額から控除される。
無形固定資産は形を有しないが経済的価値を有する資産であり、のれん、特許権、商標権、意匠権、著作権、借地権、鉱業権、漁業権などが含まれる。無形固定資産についても減価償却が行われる場合がある。投資その他の資産は、長期に保有される金融などの資産であり、投資有価証券、長期貸付金などが含まれる。
繰延資産は、合理的な期間損益計算の観点から、ある営業年度の特定の支出をその年度だけの費用とはせずに、貸借対照表上の資産の部に計上し、その後数年度にわたって分割して償却される資産である。ただし、換金できない資産を貸借対照表へ計上することはあくまで例外であるため、繰延資産は商法によって創立費、開業費、開発費、株式交付費、社債発行費の5つに限定されている。

## 代表的な勘定科目
流動資産
現金預金（現金、普通預金、当座預金）、有価証券、受取手形、売掛金、短期貸付金、未収金、未収収益、前渡金、前払費用
- 棚卸資産

商品、半製品、原材料、仕掛品
- 貸倒引当金

固定資産
- 有形固定資産

土地、建物、備品、建設仮勘定、減価償却累計額
- 無形固定資産

のれん、特許権、借地権
- 投資その他の資産

投資有価証券、子会社株式、長期貸付金、長期前払費用、繰延税金資産
繰延資産
創立費、開業費、開発費、株式交付費、社債発行費